# Silver Side Up
Silver Side Up är det tredje albumet av det kanadensiska post-grunge bandet Nickelback, utgivet den 11 september 2001.
Silver Side Up är sett som Nickelbacks genombrott, efter den enorma succén av den första singeln "How You Remind Me". "Never Again" och "Too Bad" är också två singellåtar, som dock inte kom i närheten av första singelns stora framgångar. Sången "Just For" är en nyinspelad version av låten "Just Four" från alumet Curb.

## Låtförteckning
1. "Never Again" – 4:20
2. "How You Remind Me" – 3:43
3. "Woke Up This Morning" – 3:50
4. "Too Bad" – 3:52
5. "Just For" – 4:03
6. "Hollywood" – 3:04
7. "Money Bought" – 3:24
8. "Where Do I Hide" – 3:38
9. "Hangnail" – 3:54
10. "Good Times Gone" – 5:18
11. "Hero" – 3:18 (bonusspår)

## Medverkande
Musiker (Nickleback)
- Chad Kroeger – sång, sologitarr (på "Too Bad", "Hollywood" och "Where Do I Hide"), talk-box (på "Woke Up This Morning")
- Ryan Peake – rytmgitarr, bakgrundssång
- Mike Kroeger – basgitarr
- Ryan Vikedal – trummor, percussion

Bidragande musiker
- Ian Thornley – slidegitarr (på "Good Times Gone")

Produktion
- Rick Parashar, Nickleback – musikproducent
- Joey Moi – ljudtekniker
- Kristina Ardron, Kevin Fairbairn, Pat "Sajak" Sharman, Alex Aligizakis – assisterande ljudtekniker
- Randy Staub – ljudmix
- Geoff Ott – digital redigering
- George Marino – mastering
- Daniel Moss – foto